# Severjané
Severjané (též Seveřané nebo Siveřani; rusky Северяне; ukrajinsky Сiверяни; bělorusky Севяране; bulharsky Сeверяни) byli kmen nebo kmenová konfederace raných východních Slovanů, kteří obývali oblasti východně od středního toku řeky Dněpru a Dunaje. Jsou zmiňovány bavorským geografem (9. století), císařem Konstantinem VII. (956–959), chazarským vládcem Josefem (r. 955) a v Pověsti dávných let (1113).